# Jean Rosenthal (résistant)
Pour les articles homonymes, voir Jean Rosenthal et Rosenthal.
Jean Rosenthal, de son nom de guerre Cantinier, né le 5 septembre 1906 à Paris dans le 1er arrondissement et décédé le 2 août 1993 à Garches (Hauts-de-Seine), est un joaillier français qui fut résistant, Compagnon de la Libération et membre dirigeant de la communauté juive française.
Compagnon de Joseph Kessel, il est un personnage important de son livre, La Vallée des rubis.

## Biographie

### L’avant-guerre
Fils de Léonard Rosenthal et frère de Rachel Rosenthal, il fait ses études secondaires à l’École alsacienne.

### La guerre
En septembre 1939, mobilisé comme lieutenant de réserve, Rosenthal est affecté à la 8e escadre aérienne. Démobilisé en juillet 1940, il passe en Espagne en décembre 1942 où il est emprisonné à Pampelune, avant de gagner, via Madrid et Lisbonne,  l’Angleterre qu’il atteint le 23 janvier 1943.
Le 25 mars 1943, Rosenthal rejoint en Tripolitaine les forces du général Leclerc où il sert comme lieutenant de chars. Il y est grièvement blessé à la bataille de Ghadamès. 
De retour à Londres, Rosenthal est affecté au Bureau central de renseignements et d’action (BCRA), à compter du 1er septembre 1943.
Le 21 septembre 1943, pour les besoins de la mission Musc, Rosenthal est déposé sur le terrain Junot avec le colonel britannique Richard Heslop (alias Xavier) du Special Operations Executive (SOE), en compagnie duquel il effectue une tournée d’évaluation des maquis de l'Ain et de Haute-Savoie. Ses faux papiers le présentent sous le nom de Cantinier, employé de commerce tuberculeux qui se rend au sanatorium de Passy. Il fait part de 2 350 hommes prêts à combattre.
Ayant rendu compte directement au général de Gaulle, le 17 octobre 1943, Rosenthal est promu délégué de la France libre. 
Dans la nuit du 18 au 19 octobre, Rosenthal est déposé dans le Jura, sur le terrain Orion, près de Bletterans. L’équipe comprend Xavier, le capitaine radio américain Denis Johnson dit Paul, Elisabeth Reynolds, agent de liaison et Forest Yeo-Thomas qui évaluent le maquis des Glières. Il devient, en février 1944 un acteur de premier plan en Haute-Savoie dans le maquis des Glières, y étant l'interlocuteur attitré de Londres. Bien qu'il n'y exerce pas de commandement, il tient un rôle clé. Il demande à Londres munitions et nourriture qui parviennent en quantité insuffisante, le plus important parachutage ne donnant que deux à trois jours de nourriture. Surtout, il réclame en vain une intervention des parachutistes alliés. Après la destruction du maquis par les Allemands en mars 1944, Rosenthal et d'autres officiers regroupent les échappés et dès mai, les maquis de Haute-Savoie ont refait leurs effectifs.    
En août 1944, il dirige les maquisards qui libèrent la Haute-Savoie et prennent 3 000 prisonniers et un important matériel de guerre ; le 19 août 1944, il reçoit, à la préfecture de Haute-Savoie à Annecy, en compagnie du chef régional des FFI Nizier, la capitulation des forces allemandes commandées par le colonel Meyer.
En octobre 1944, Rosenthal est muté à la Direction générale des études et recherches (DGER) à Paris et part pour Calcutta préparer des parachutages en territoire occupés par les armées japonaises. Il rentre définitivement en mars 1946.

### L’après-guerre
Il reprend ses activités professionnelles dans la joaillerie et devient président de la confédération internationale de la bijouterie (section perles et pierres).
Colonel honoraire, Rosenthal assume des responsabilités au sein de la communauté juive, comme président de l’Appel unifié juif de France et du Conseil représentatif des institutions juives de France (CRIF) de 1974 à 1976,. À ce titre, il dénonce auprès du président Valéry Giscard d'Estaing le soutien de la France à la venue à la tribune des Nations unies de Yasser Arafat.

## Distinctions et hommages
- Grand officier de la Légion d'honneur
- Compagnon de la Libération par décret du 20 novembre 1944[1]
- Croix de guerre 1939–1945 (6 citations)
- Médaille coloniale
- Croix militaire (Grande-Bretagne)

Un message de Jean-Marie Bockel, secrétaire d’État à la Défense et aux Anciens Combattants, est lu lors de l’inauguration d’une plaque en mémoire de Jean Rosenthal, en juin 2009, à Saint-Nicolas-la-Chapelle (Savoie).